# Pachycondyla melancholica
Pachycondyla melancholica är en myrart som beskrevs av Smith 1865. Pachycondyla melancholica ingår i släktet Pachycondyla och familjen myror. Inga underarter finns listade i Catalogue of Life.